# Vigilancia del tono
La vigilancia del tono (también conocida como fiscalización del tono y falacia del tono) es una falacia ad hominem que intenta restar valor a una declaración atacando el tono en el que se presentó en lugar del mensaje en sí.
En el libro de Bailey Poland Hostigamiento, abuso y violencia en línea (2016) la autora sugiere que la vigilancia del tono se dirige con frecuencia a las mujeres o a oponentes que estén más abajo en la "escala de privilegios".  Poland escribe que los hombres cambiaron su táctica para criticar cómo hablaban las mujeres en lugar de lo que las mujeres decían, de tal manera que el resultado de una disputa no se decida sobre los méritos de una discusión sino si los hombres deciden participar "a pesar del tono".
Alison Bailey, en su ensayo "Sobre la ira, el silencio y la injusticia epistémica" (2018) describe cómo la vigilancia del tono es una forma de gestionar el enojo y por lo tanto de gestionar el conocimiento producido por el enojo en resistencia.
En Cómo funciona la civilidad (2016) Keith Bybee hizo notar cómo a las feministas que se manifestaron durante el movimiento Black Lives Matter con frecuencia se les pedía ser más educadas y amansarse. Argumenta que, de este modo, la vigilancia de tono, es una herramienta para desviar la atención sobre las injusticias y centrar el problema en el estilo de la queja, más que en la queja en sí misma. En su Carta desde la cárcel de Birmingham, el Dr. Martin Luther King Jr. condonó este tipo de silenciamiento, argumentando que se sentía decepcionado con el blanco moderado, más devoto al ‘orden' que a la justicia."
Existe cierto debate sobre el hecho de que acusar a alguien de «vigilancia de tono» puede ser en sí mismo una «vigilancia de tono». En The Frisky's  Rebecca Vipond dice que el problema de decirle a alguien que tienes derecho a expresarte tan furiosamente como quieras prohibiéndole que objete implica que también le estás diciendo que no tiene derecho a estar enojado con la manera en que te diriges a él o ella y en un artículo en The Good Men Project propone que moderar el tono es útil para tener un impacto persuasivo en el oyente. Sin embargo, estas opiniones pueden ser evaluadas a la luz de las investigaciones que muestran cómo la "discriminación inversa" no existe pues importan las ventajas estructurales de las personas involucradas en la conversación.